# IDVD
iDVD er et software der kan lave DVD film inklusiv DVD-menu, slideshow med mere. iDVD følger med alle nye Apple computere. Programmet kan også købes separat i Apple's iLife pakke.